# Dyschirus gibbipennis
Dyschirus gibbipennis är en skalbaggsart som beskrevs av Leconte 1857. Dyschirus gibbipennis ingår i släktet Dyschirus och familjen jordlöpare. Inga underarter finns listade i Catalogue of Life.